# Gobierno de Francisco Martínez de la Rosa

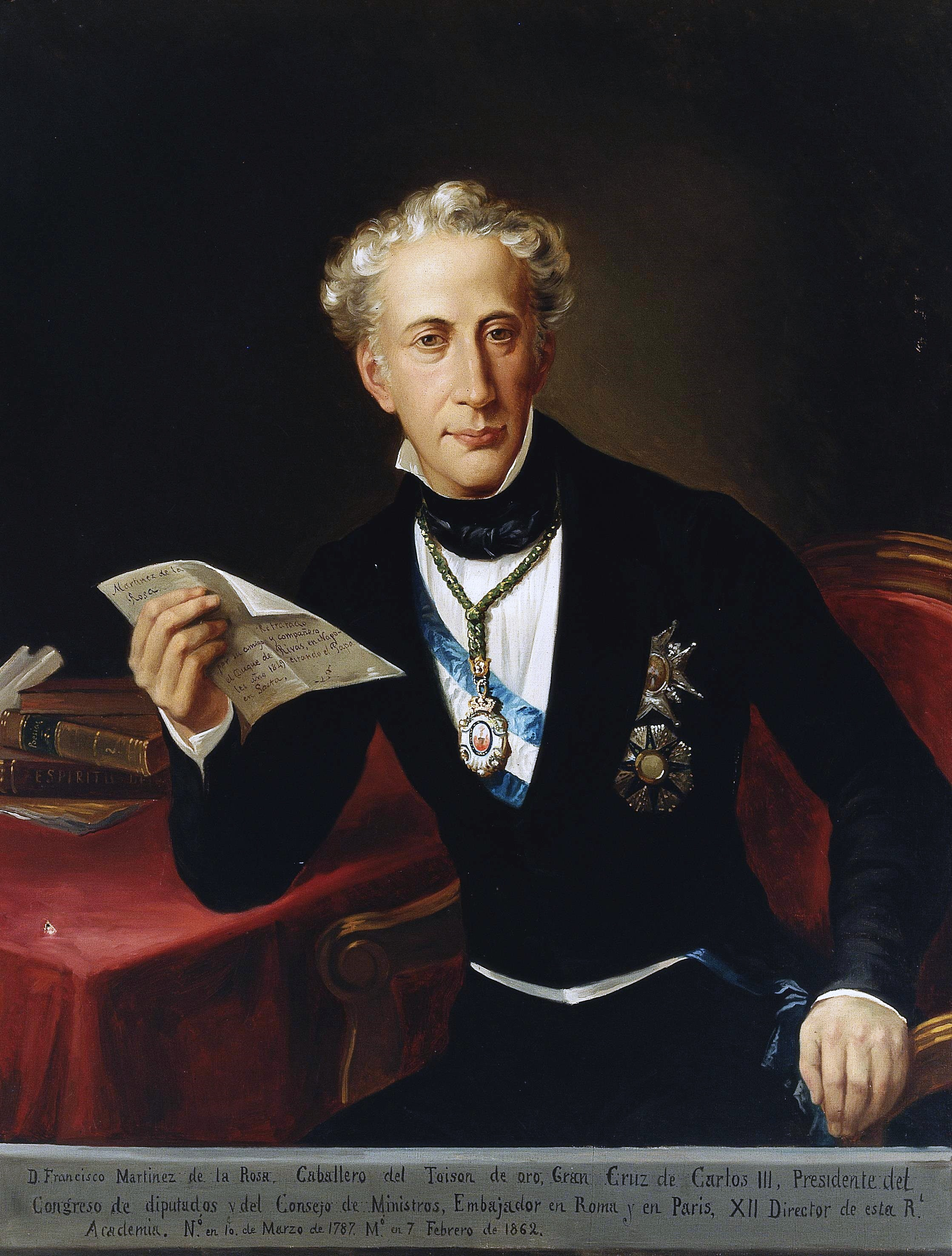
Francisco Martínez de la Rosa.

Tras la muerte del rey Fernando VII el 29 de septiembre de 1833, la regente María Cristina mantuvo en el poder a los políticos reformistas que habían servido en la última etapa del reinado de su marido, liderados por Francisco Cea Bermúdez, Secretario de Estado. El objetivo era mantener el apoyo de los reformistas a su hija, la reina Isabel II, menor de edad en aquellos momentos, frente a las pretensiones de los absolutistas aglutinados en torno a la figura del infante Carlos María Isidro, hermano de Fernando VII, quien no reconocía los derechos de su sobrina para ocupar el Trono.
Las reformas llevadas a cabo por Cea Bermúdez tenían un carácter administrativo para complacer a los realistas que no se había pasado al bando carlista, pero su escaso contenido político no satisfacía a los liberales. Con el estallido de la Primera Guerra Carlista el 6 de octubre, la regente necesitaba el apoyo de los liberales, pero la oposición de Cea Bermúdez lo impedía. El 25 de diciembre se produjo el manifiesto del Capitán General de Cataluña, Manuel Llauder, contra el inmovilismo político del Secretario de Estado. Tras estos hechos, la regente cedió a las presiones y obligó a dimitir a Cea Bermúdez el 15 de enero de 1834, siendo sustituido por el liberal moderado Francisco Martínez de la Rosa.
El nuevo gobierno centró sus acciones en intentar acabar con la guerra. Para ello, se suprimieron los conventos cuyos miembros apoyasen al pretendiente Carlos María Isidro, se concedió una amnistía general y se aprobó la creación de la Milicia Urbana. Además, se intentó dotar al Estado de un elemento político que permitiera su gobernabilidad y su fuerza frente a los carlistas, el Estatuto Real, promulgado el 10 de abril de 1834 a modo de carta otorgada. De este modo, se trató de contentar a todas las fuerzas políticas, al ceder a las peticiones de aprobar una «constitución», pero sin llegar al extremo de restaurar la de 1812.
Otra de las decisiones del Gobierno de Martínez de la Rosa fue la búsqueda de apoyo internacional para la causa isabelina. Sin embargo, la cuestión era difícil. Tal y como afirma López-Cordón, la «descalificación de España como potencia europea, fruto de la desafortunada política exterior de Fernando VII» dejó al país aislado del resto de Europa y tan sólo Francia e Inglaterra y los países dependientes de estas, reconocieron a Isabel II como legítima heredera. España firmaría entonces una alianza con Gran Bretaña y Francia, a la que se uniría Portugal, país que vivía una situación muy similar con las Guerras Liberales. El 22 de abril de 1834 quedó conformada la denominada Cuádruple Alianza entre estos países, y que supondrá una dependencia de España en política exterior con respecto a Francia y Gran Bretaña cuya máxima será: «Cuando Francia e Inglaterra estén de acuerdo, marchar con ellas; cuando no, abstenerse».
El Gobierno de Martínez de la Rosa también debió enfrentarse a los numerosos problemas derivados de la debilidad interna que trajo consigo la guerra civil. En julio de 1834 se produjo una epidemia de cólera en Madrid y, pese a las medidas del Gobierno, las muertes se sucedieron en gran número. Las masas populares, alentada por falsos rumores, descargaron su ira por la situación sobre los frailes de la ciudad acusados de envenenar los pozos y de apoyar al pretendiente carlista llevándose a cabo matanzas y quema de conventos. En abril de 1835 se produjo un levantamiento militar contra el Gobierno, ocupándose la Real Casa de Correos de Madrid. El Gobierno envió a sofocar la sublevación al Ejército al mando del Capitán General de Madrid, José de Canterac. La rebelión fue sofocada, pero, entre las bajas se encontraba la del propio Capitán General.
Con la reforma institucional derivada del Estatuto Real, los liberales progresistas entraron en la escena política y supusieron un grupo de presión para la política moderada de Martínez de la Rosa. Estos liberales defendían los derechos del ciudadano, la libertad de prensa, la restitución de la milicia nacional y la subordinación del Ejecutivo a las Cortes. Estas medidas no eran del agrado ni de los moderados ni de la reina regente, por lo que no prosperaron en las Cortes. Sin embargo, los progresistas llevaron el debate a la calle a través de los círculos políticos y la prensa liberal, aumentando así la presión sobre el Gobierno. 
Finalmente, la imposibilidad para acabar con la guerra y la presión de los progresistas llevaron a Martínez de la Rosa a clausurar las Cortes el 29 de mayo y a dimitir el 7 de junio de 1835.
| Composición del Gobierno  | |                                             |                                          |
| Cargo                     | Titular | Inicio                                      | Fin                                      |
| Presidente                | Francisco Martínez de la Rosa                                                                                         | 15 de enero de 1834                         | 7 de junio de 1835                       |
| Estado                    | Francisco Martínez de la Rosa                                                                                         | 15 de enero de 1834                         | 7 de junio de 1835                       |
| Gracia y Justicia         | Nicolás María Garelli                                                                                                 | 15 de enero de 1834                         | 17 de febrero de 1835                    |
| Gracia y Justicia         | Juan de la Dehesa | 19 de febrero de 1835                       | 13 de junio de 1835 (siguiente Gobierno) |
| Guerra                    | Antonio Remón Zarco del Valle                                                                                         | 6 de enero de 1834 (Gobierno anterior)      | 2 de noviembre de 1834                   |
| Guerra                    | Manuel Llauder | 2 de noviembre de 1834                      | 17 de febrero de 1835                    |
| Guerra                    | Francisco Martínez de la Rosa (interino hasta la llegada del titular: 2 de noviembre de 1834 - 17 de febrero de 1835) | 2 de noviembre de 1834                      | 17 de febrero de 1835                    |
| Guerra                    | Gerónimo Valdés | 17 de febrero de 1835                       | 13 de junio de 1835 (siguiente Gobierno) |
| Guerra                    | Valentín Ferraz (interino durante la ausencia del titular: 17 de febrero - 13 de junio de 1835)                       | 17 de febrero de 1835                       | 13 de junio de 1835 (siguiente Gobierno) |
| Hacienda                  | José Aranalde (interino)                                                                                              | 15 de enero de 1834                         | 7 de febrero de 1834                     |
| Hacienda                  | José Imaz Baquedano                                                                                                   | 7 de febrero de 1834                        | 18 de junio de 1834                      |
| Hacienda                  | José María Queipo de Llano                                                                                            | 18 de junio de 1834                         | 13 de junio de 1835 (siguiente Gobierno) |
| Marina                    | José Vázquez Figueroa                                                                                                 | 15 de enero de 1834                         | 13 de junio de 1835 (siguiente Gobierno) |
| Fomento General del Reino | Francisco Javier de Burgos                                                                                            | 21 de noviembre de 1833 (Gobierno anterior) | 17 de abril de 1834                      |
| Fomento General del Reino | José María Moscoso | 17 de abril de 1834                         | 17 de febrero de 1835                    |
| Fomento General del Reino | Nicolás María Garelli (interino hasta la llegada del titular: 17 de abril - 4 de mayo de 1834)                        | 17 de abril de 1834                         | 17 de febrero de 1835                    |
| Fomento General del Reino | Diego Medrano | 17 de febrero de 1835                       | 13 de junio de 1835 (siguiente Gobierno) |